# Beluša
Pour les articles homonymes, voir Bellus.
Beluša (allemand : Bellusch, hongrois : Bellus) est un village de Slovaquie situé dans la région de Trenčín.

## Histoire
La première mention écrite du village date de 1330.

## Démographie

### Évolution de la population
| Année:               | 1994. | 2004.   | 2014.   | 2024.   |
| -------------------- | ----- | ------- | ------- | ------- |
| Nombre de personnes: | 6036  | 6081    | 5827    | 6183    |
| Différence:          |       | +0,74 % | -4,17 % | +6,10 % |

| Année:               | 2023. | 2024.   |
| -------------------- | ----- | ------- |
| Nombre de personnes: | 6186  | 6183    |
| Différence:          |       | -0,04 % |

## Personnalités liées
- Pál Adámi (1739-1795), scientifique, médecin, zoologiste et vétérinaire, né à Beluša.